# Naoshima
Naoshima (直島) est une île du Japon, située dans la mer intérieure de Seto.

## Géographie

### Situation
Naoshima est une petite île japonaise de la mer intérieure de Seto, entre Honshū et Shikoku. Elle est située à environ 2 km au sud-est de Tamano sur Honshū et à 5 km à l'ouest de l'île de Teshima.
Administrativement, l'île fait partie du bourg de Naoshima, lui-même attaché au district de Kagawa, dans la préfecture de Kagawa. Outre Naoshima, le bourg comprend une dizaine d'îles qui lui sont proches, pour une superficie totale de 14,22 km2.

### Démographie
Dans les années 1960, l'île compte 7 600 habitants.
Au 1er mai 2013, la population du bourg était estimée à 3 244 habitants, soit une densité de population de 228 hab./km 2.
En 2016, on compte 3 100 habitants.

## Économie
L'industrie de Naoshima est dominée par Mitsubishi Materials (en), qui possède un site de raffinage sur l'île depuis 1917. Le tourisme est une autre composante importante de l'économie insulaire.

## Transports
Naoshima est accessible en bateau depuis le port de Takamatsu, d'Uno (Tamano) ou d'Okayama.

## Culture locale et patrimoine

### Art contemporain
Naoshima héberge plusieurs musées d'art contemporain. La société Benesse (l'une des plus grandes sociétés d'éducation du Japon, basée à Okayama) et son président Sōichirō Fukutake (en) ont dirigé la création et l'exploitation d'un site d'art, Benesse Art Site Naoshima (nl),, depuis la fin des années 1980. Elle a été initiée par la construction du complexe hôtel/musée Benesse House, conçu par Tadao Andō, de 1989 à 1992.

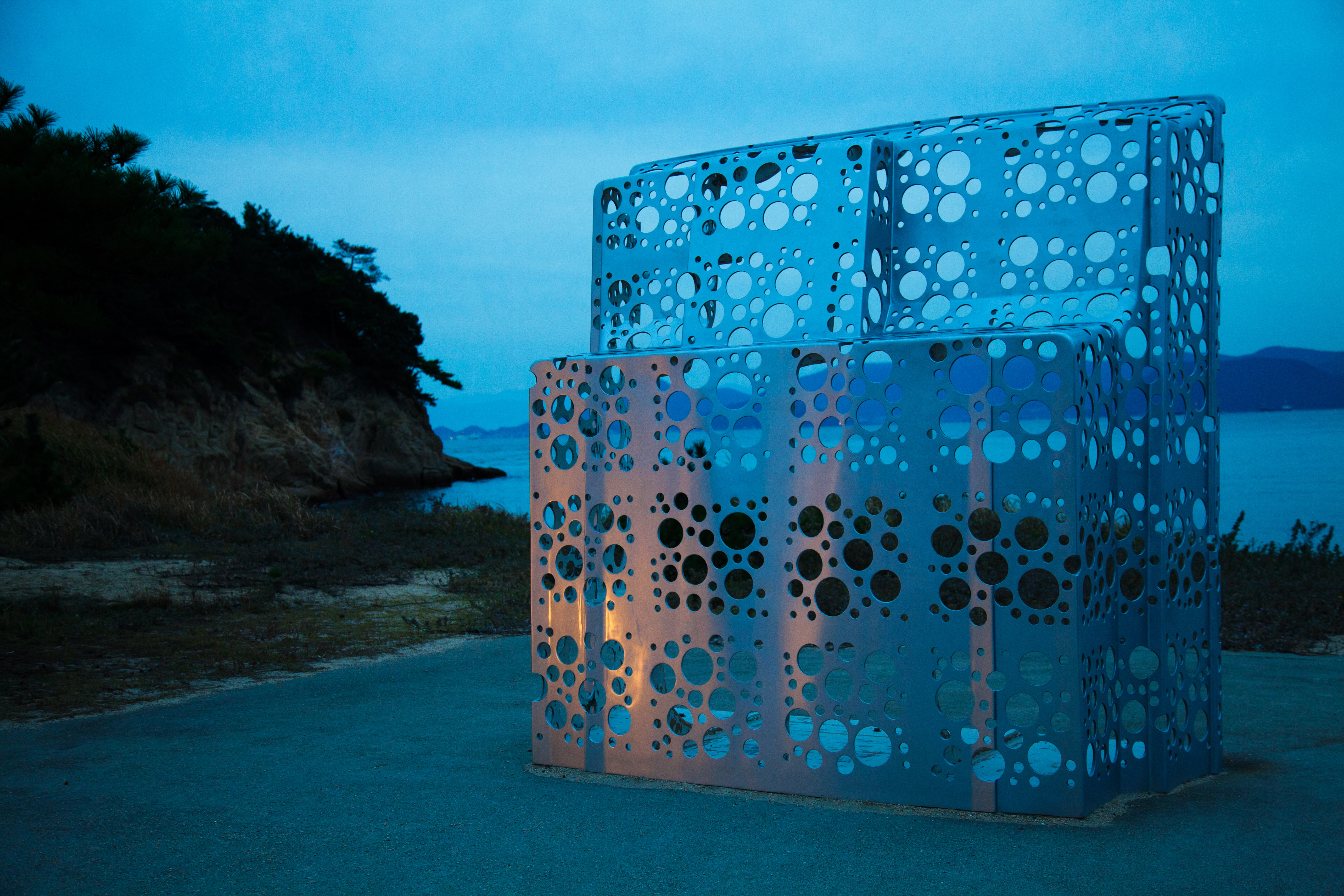
Œuvre in-situ sur la plage, devant la Benesse House.

Le musée d'art de Chichū abrite plusieurs œuvres in-situ : une installation lumineuse de l'artiste américain James Turrell, une sculpture utilisant le motif de la sphère et des colonnes par Walter De Maria et une suite de Nymphéas de Claude Monet. Également conçu par Tadao Andō, il est situé sur l'un des points culminants de l'île et plusieurs œuvres, ainsi que son architecture, tirent parti du panorama.
L'île comporte plusieurs œuvres et installations d'art contemporain, la plupart en plein air, dont certaines dans le village dans le cadre de l'Art House Project. On trouve ainsi une pièce noire de James Turrell qui, après adaptation de l'œil, montre que le noir n'est pas une couleur mais une illusion optique. Une sculpture monumentale de Walter De Maria est également installée en contrebas du Benesse House. Le site a, comme toujours, été très soigneusement choisi par l'artiste : il consiste en un parallélépipède de béton en bas d'un escalier monumental faisant face à la mer intérieure. De Maria a investi l'espace avec deux énormes sphères de granite ainsi qu'un ensemble de colonnes qui semblent regarder la mer, à moins qu'elles ne regardent l'observateur : « In my life and work I seek… the right place, the right action, the right time. » Des œuvres de Niki de Saint Phalle et Yayoi Kusama sont également présentes comme la Red Pumpkin, devenue symbole de l'île,. La présence d'œuvres de Turrel et de De Maria à la fois dans les musées et dans le village font de Naoshima un endroit où les œuvres se répondent d'un site à l'autre.
Benesse a développé depuis d'autres sites d'art dans la mer intérieure de Seto et, depuis 2010, s'y tient la triennale de Setouchi.
Le musée d'art de Fukutake possède un jardin de sculptures. Le musée James Bond est inspiré de l'utilisation de l'île comme cadre dans le roman The Man with the Red Tattoo de Raymond Benson paru en 2002.
Le roman d'Antoine Choplin La barque de Masao se déroule sur l'île de Naoshima et a pour cadre, partiellement, le musée d'art moderne.